# Тихоокеанський рубіж: Повстання
«Тихоокеанський рубіж: Повстання» (англ. Pacific Rim: Uprising) — американський фантастичний бойовик режисера і сценариста Стівена С. ДеНайта, що вийшов у 2018 році. Стрічка є продовженням фільму «Тихоокеанський рубіж» (2013) і розповідає про повернення кайдзю через десять років після подій у попередньому фільмі. У головних ролях Джон Боєга, Скотт Іствуд, Кейлі Спаені.
Вперше фільм був продемонстрований 22 березня 2018 року у низці країн світу, у тому числі й у широкому кінопрокаті в Україні.

## Сюжет
Через 15 років після закриття розлому між світами, у 2035 році, кайдзю більше не загрожують Землі. Проте мехи Єгери, що використовувалися для боротьби з чудовиськами, тепер взяті на озброєння арміями. Колишній пілот мехів Джейк Пентекост, син Стакера Пентекоста, живе з крадіжок деталей списаних мехів. Під час чергової вилазки він свариться зі своїми замовниками та, тікаючи, виявляє саморобного Єгеря «Задираку» дівчини Амари Намані. Обоє тікають на ньому від поліції, але їх затримує патрульний Єгер. Амара зізнається, що створила свого міні-меха, позаяк вірить в повернення кайдзю. Зведена сестра Джейка Мако Морі пропонує йому замість тюремного ув'язнення навчати рейнджерів — пілотів мехів.
Джейк і Амара прилітають до Тихоокеанського Оборонного корпусу. Джейк зустрічає свого товариша Нейта Ламбрета, з котрим отримує Єгеря «Блукаючу загрозу». Тим часом глава корпорації «Шао Індастріз» Шао Лювен пропонує замінити пілотованих мехів дистанційно керованими дронами. Вона отримує відмову, проте починає виробництво дронів, яким керує вчений-біолог Ньютон Ґайзер. Зразок мозку кайдзю в його домашній лабораторії проявляє незвичайну активність. Ґайзер намагається прочитати його думки й підпадає під вплив прибульців з іншого світу. Доктор Германн Ґоттліб тим часом працює над високоефективним паливом на основі крові кайдзю і рідкісних хімічних елементів.
Наступного дня в Сіднеї відбувається Саміт Тихоокеанських Держав, для охорони якого спрямовують Єгеря «Помсту циганки». Несподівано з моря виходить неопізнаний Єгер, що атакує місто. «Помста циганки» намагається зупинити його, але під час бою гине Мако. Германн Ґоттліб дізнається, що Мако незадовго до загибелі лишила координати архіпелагу Північна Земля, де вироблялися елементи живлення для Єгерів. У пошуках ворожого Єгеря, прозваного «Обсидіановою фурією», «Помста циганки» вирушає туди. Він перемагає «Обсидіанову фурію» та відриває йому голову, але всередині замість пілотів виявляє мозок кайдзю. Як показує дослідження, мозок було вирощено штучно на Землі. Амара потай пробирається всередину «Обсидіанової фурії», де бачить, що цей мех частково складається з органіки. Її напарника обпікає кислотна рідина, чим викривається проникнення й Амару виключають з програми «Єгер». Але дівчина встигає помітити особливу ізоляцію кабелів, яку використовує тільки «Шао Індастріз».
«Шао Індастріз» доставляє до командного центру Єгерів двох дронів для демонстрації. Несподівано дрони атакують будівлю. Ґайзер і Германн пробираються до кімнати управління дронами, але замість відімкнення роботів Ґайзер активує протокол «Розлом». Дрони об'єднують свою зброю, щоб відкрити численні розломи між світами, звідки починають прибувати кайдзю.
Шао Лювен допомагає вимкнути роботів, розломи закриваються, але троє кайдзю встигають пройти на Землю. Чудовиська цілеспрямовано рухаються до якоїсь точки. Германн виявляє, що вони, як і в перше вторгнення, прагнуть дістатися вулкану Фудзіяма в Японії. Поєднавши свою кров з рідкісними елементами з вулкана, вони спричиняють вибух, що активізує вулкани Тихоокеанського вогняного кільця, завершивши тераформування Землі для прибульців.
Джейк переконує повернути Амару назад в програму «Єгер», оскільки вона знає як складати мехів із брухту. Завдяки їй вдається відновити «Шаблю Афіни», «Титанового воїна» та «Вільного Фенікса». Доставити мехів до Японії не лишається часу, тоді Германн пропонує обладнати їх ракетами, заправленими винайденим ним паливом. Завдяки ракетам Єгері встигають прибути до Фудзіями тоді ж, коли там опиняються чудовиська.
Єгері майже долають кайдзю, тоді Ґайзер спрямовує до чудовиськ рій роботів, котрі допомагають їм з'єднатися в єдину істоту. Чудовисько легко знищує «Шаблю Афіни», «Титанового воїна», «Вільного Фенікса», і ранить Ламберта, що з Джейком пілотує «Помсту циганки», після чого вирушає до кратера вулкана. Амара замінює Ламберта, та мех вже не встигає наздогнати кайдзю. На допомогу прибуває «Задирака», якого дистанційно пілотує Шао Лювен. Вона приварює до руки «Помсти циганки» ракету, де лишилося трохи палива. Опинившись над вулканом, Джейк спрямовує меха на кайдзю, а Амарі наказує тікати в єдиній вцілілій рятувальній капсулі. «Задирака», що зачепився за «Помсту циганки», забирає їх обох, Єгер падає на кайдзю і смертельно ранить його. Джейк з Амарою виходять із «Задираки» на засніженому схилі, де на радощах починають грати в сніжки.
У сцені після титрів заарештований Ґайзер обіцяє, що прибульці ніколи не покинуть нападати на Землю. Джейк відповідає на це словами, що наступного разу люди самі прийдуть у їхній світ.

## У ролях
| Актор         | Персонаж          | Роль                                                       |
| ------------- | ----------------- | ---------------------------------------------------------- |
| Джон Боєга    | Джейк Пентекост   | пілот Єгерів, син Стакера Пентекоста                       |
| Скотт Іствуд  | Нейт Ламберт      | напарник Джейка                                            |
| Кейлі Спаені  | Амара Намані      | підліток-сирота, знавець робототехніки і напарниця Джейка  |
| Адріа Архона  | Джулс             | офіцер Тихоокеанського Оборонного корпусу                  |
| Цзин Тянь     | Лювен Шао         | глава корпорації «Шао Індастріз», фахівець з робототехніки |
| Чарлі Дей     | Ньютон Ґайзер     | дослідник кайдзю                                           |
| Берн Ґорман   | Германн Ґоттліб   | дослідник кайдзю                                           |
| Рінко Кікучі  | Мако Морі         | зведена сестра Джейка, колишня пілот Єгеря                 |
| Іванна Сахно  | Вікторія Малікова | кадет в Тихоокеанському Оборонному корпусі                 |
| Маккенью      | Рьоїчі Хатаяма    | кадет в Тихоокеанському Оборонному корпусі                 |
| Еллен Маклейн | Єгеря             | штучний інтелект                                           |

## Створення фільму

### Знімальна група
- Кінорежисер — Стівен С. ДеНайт
- Сценаристи — Стівен С. ДеНайт, Емілі Кармайкл, Т. С. Новлін, Кіра Снайдер
- Кінопродюсери — Гільєрмо дель Торо, Джон Боєга, Джон Джейшні, Фемі Оганс, Мері Парент і Томас Талл
- Виконавчі продюсери — Ангараг Даваасурен і Ерік МакЛеод
- Композитор — Джон Паесано
- Кінооператор — Ден Міндел
- Кіномонтаж — Зак Стаєнберг
- Підбір акторів — Сара Фінн і Кірсті МакГрегор
- Художник-постановник — Стефан Дечант
- Артдиректори — Роберт Бавін, Фіона Донован, Люк Фріборн, Аашріта Камат, Яцинта Леонг, Том Нерсі, Чарлі Ревай і Адам Вітлі
- Художник по костюмах — Ліз Вольф[6].

### Зйомки
14 грудня 2016 року, назву Тихоокеанський рубіж: Мальстрем (англ. Pacific Rim: Maelstrom) було офіційно замінено на Тихоокеанський рубіж: Повстання (англ. Pacific Rim: Uprising). 8 березня 2017 року у Китаї розпочалися зйомки стрічки, а 30 березня 2017 вже закінчилися.

### Музика
На місце композитора Раміна Джаваді взяли Джона Пезано, який написав музику до фільму.